# 水母星雲
水母星雲（Jellyfish Nebula），即 IC 443、Sh2-248（Sharpless 248），是一個位於銀河系中的超新星殘骸，在天球上位於雙子座，在雙子座η附近，距離地球約5000光年。
水母星雲可能是因為3000到30000年前的超新星而形成，該次超新星產生了中子星 CXOU J061705.3+222127。水母星雲是超新星殘骸和周圍分子雲交互作用的最佳研究例子。

## 概要
水母星雲的角直徑是50角分（相較之下，滿月角直徑是30角分），和地球的距離預測是5000光年或1500秒差距，因此它的實際寬度大約是70光年或20秒差距。
水母星雲的可見光和無線電波影像都顯示它的形狀是殼層狀（殼層狀超新星殘骸原型是 SN 1006），並且包含兩個不同中心和半徑的子殼層互相連接組成。第三個較大的子殼層原本被認為和水母星雲相關，現在被認定屬於另一個10萬年形成的更古老超新星殘骸 G189.6+3.3。
值得一提的是，水母星雲在X射線影像下的形態是中心有一個高峰，並且隱約可見軟X射線的殼層。和
和蟹狀星雲這類脉冲风星云不同的是，星雲內部的X射線主要輻射源並不是星雲中心，而是有熱輻射來源。水母星雲在外觀上非常類似混合形態的超新星殘骸。可見光和X射線輻射都被位於前景自西北方貫穿至東南方的巨大的分子雲大量吸收。
水母星雲的年齡至今仍未確定，部分科學家認為它的前身星成為超新星的時間是3千到3萬年前。最近來自钱德拉X射线天文台和XMM-牛顿卫星的觀測確認了一個靠近水母星雲南緣脉冲风星云的存在。接近星雲X射線高峰的輻射點源是超新星爆炸後留下的中子星，因此該次超新星較可能是大質量恆星死亡時的II型超新星。

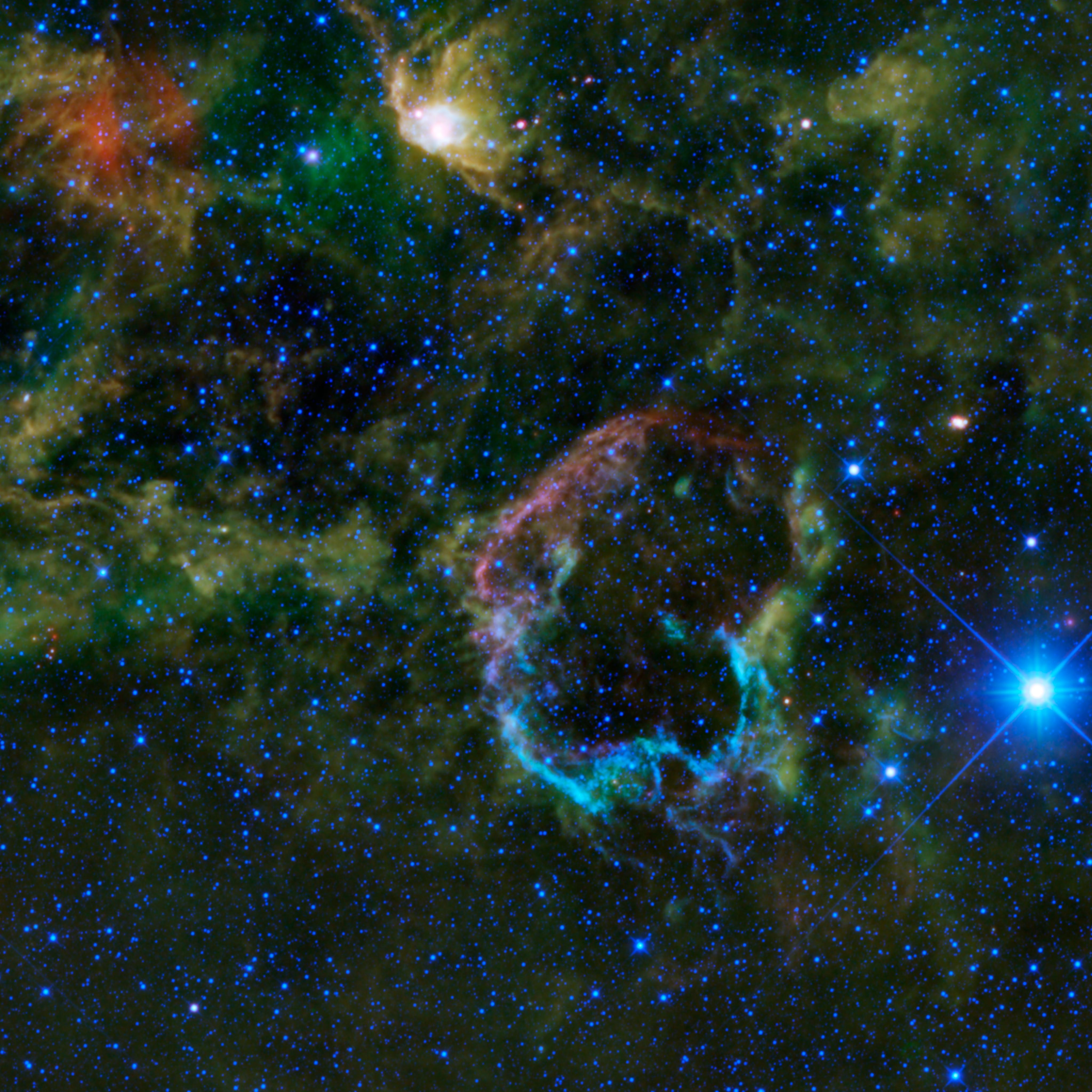
廣域紅外線巡天探測衛星拍攝的水母星雲

### 超新星殘骸環境

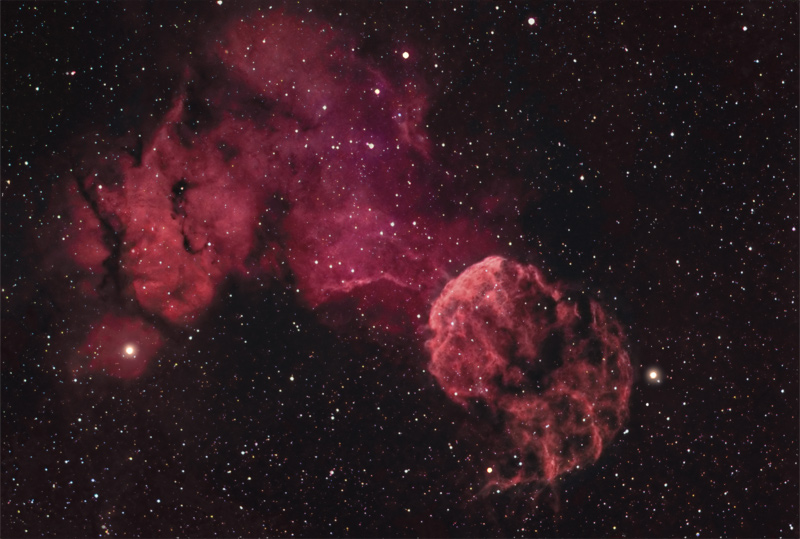
水母星雲廣視野影像，右方恆星是雙子座η，左方恆星則是雙子座μ。彌散輻射來源是北方的 S249，並可見 G189.6+3.3 的部分殼層（影像中心）。影像版權：Giovanni Benintende.

水母星雲位於反銀心方向（銀經 l=189.1°），相當接近銀道面（銀緯 b=+3.0°）。許多天體位於和水母星雲相同的天球區域：电离氢区 S249，數顆年輕恆星（雙子座OB1星協成員星），以及另一個更古老的超新星殘骸 G189.6+3.3。
水母星雲這個超新星殘骸是在一個含有大量物質且複雜的環境中演變，而這樣的環境也強烈影響它的外觀。多波段觀測結果顯示了水母星雲周圍有極大的密度梯度，以及不同幾何形狀的雲氣。推測原本的大質量恆星年齡大約只有3000萬年，因此在生命結束時仍在它形成時的雲氣內。質量更大的恆星，例如O型主序星可能會因為它強大的恆星風將周圍環境的物質清除或產生光離子化輻射。早期型B型主序星質量大約在8到12倍太陽質量之間，其恆星風不足以造成跟O型恆星一樣的狀況，因此在發生超新星爆炸時可能會和周圍已存在雲氣交互作用。因此水母星雲會有如此複雜的環境也就不足為奇了。例如超新星殘骸中位於濃密分子雲附近的可觀測部分（2006年Green列出265個中的50個）中有大部分（約60%）和周圍的雲氣有明顯的交互作用跡象。
X射線和可見光觀測都可看到在水母星雲西北自東南向有一條暗色線。靜態氣體分子的光譜發射線在相同走向上被偵測到，這可能是來自觀測者和殘骸之間巨大的分子雲，這可能是吸收低能量超新星殘骸發射線的主要來源。
水母星雲的東南側是爆震波和極高密度（約10,000 cm−3）的塊狀分子雲交互作用的區域。這使爆震波經過的發光氣體在外觀上是環狀的。爆震波已經被分子雲大幅度減速，現在的速度大約是30–40 km s−1。OH 分子的邁射（頻率1720 MHz）輻射是一個強有力的超新星殘骸和高密度分子雲交互作用的追蹤目標，而該邁射已被偵測到。有趣的是，一個伽马射线輻射源和水母星雲的邁射發射區域在空間上是一致的，雖然目前尚未詳細了解是否與超新星殘骸相關。
在東北側則有可見光亮度最高的絲狀結構，是超新星殘骸和另一個非常不同的環境中物質交互作用的結果。這個區域震波直接和中性氫（HI）區相碰撞，該區域的密度較低（約10-1,000 cm−3），因此速度遠較南側邊緣高（80–100 km s−1） 。
在西側因為物質密度更低，且較均值，因此震波直接突破該區域。

## 外部連結
- The Case Of The Neutron Star With A Wayward Wake （页面存档备份，存于） Chandra X-ray Center (ScienceDaily) June 1, 2006
- 每日一天文圖
  - IC 443: Supernova Remnant and Neutron Star （页面存档备份，存于） 2006 June 2
  - The Elusive Jellyfish Nebula （页面存档备份，存于） 2010 May 15